# Parione
Parione est l'un des 22 rioni de Rome. Il est désigné dans la nomenclature administrative par le code R.VI.

## Historique
Son nom vient du fait de la présence dans le quartier d'un mur ancien de dimensions énormes baptisé Parietone (mot qui en ancien italien signifie "grand mur"), le terme fut déformé par la suite pour donner Parione. Ce mur imposant appartenait probablement à l'ancien stade de Domitien, bâti à l'emplacement de la fameuse Piazza Navona.
|  |  |

## Sites particuliers
- Campo de' Fiori
- Piazza Navona
- Le Musée Barracco dans le palais dit Piccola Farnesina
- Le Palais Braschi
- Le Palais Massimo alle Colonne
- Le Palais Pamphilj
- Le Palais de la Chancellerie
- Le Palais de Pirro (it)
- Le Théâtre de Pompée

Les églises :
- Église Santa Barbara dei Librai de Rome
- Église Santa Maria in Vallicella
- Église San Lorenzo in Damaso
- Église Notre-Dame du Sacré-Cœur
- Église Sainte-Agnès-en-Agone
- Église Saint-Nicolas-des-Lorrains
- Église Natività di Gesù
- Église San Tommaso in Parione
- Église San Pantaleo
- Oratoire Santissimo Sacramento e delle Cinque Piaghe (it)
- Église Santa Maria in Grottapinta (it)